# كاي غاردنر
كاي غاردنر (بالإنجليزية: Kay Gardner)‏ هي ملحنة أمريكية، ولدت في 1941 في فريبورت في الولايات المتحدة، وتوفيت في 2002.